# Ліса (Телеорман)
Ліса (рум. Lisa) — село у повіті Телеорман в Румунії. Адміністративний центр комуни Ліса.
Село розташоване на відстані 104 км на південний захід від Бухареста, 24 км на південний захід від Александрії, 121 км на південний схід від Крайови.

## Населення
За даними перепису населення 2002 року у селі проживали 1847 осіб.
Національний склад населення села:
| Національність | Кількість осіб | Відсоток |
| -------------- | -------------- | -------- |
| румуни         | 1539           | 83,3%    |
| цигани         | 307            | 16,6%    |

Рідною мовою назвали:
| Мова      | Кількість осіб | Відсоток |
| --------- | -------------- | -------- |
| румунська | 1550           | 83,9%    |
| циганська | 297            | 16,1%    |